# Hirotaka Uchizono
Hirotaka Uchizono (内薗 大貴 Uchizono Hirotaka?), född 27 april 1987 i Kagoshima prefektur, är en japansk fotbollsspelare.
Uchizono började sin karriär 2009 i FC Kariya. 2010 flyttade han till FC Kagoshima (Kagoshima United FC). Han spelade 70 ligamatcher för klubben.